# Classe Minekaze
La classe Minekaze (峯風型駆逐艦?, Minekazegata kuchikukan) di quindici cacciatorpediniere di squadra, appartenente alla Marina imperiale giapponese, fu progettata verso la fine della prima guerra mondiale, ispirandosi ai cacciatorpediniere britannici e tedeschi, ed entrò in servizio tra il 1920 e il 1922. Le unità erano equipaggiate con quattro cannoni da 120 mm e sei tubi lanciasiluri da 533 mm, spinte da nuovi apparati di propulsione a vapore che garantivano punte di 39-40 nodi. La classe costituì assieme alle due successive (poco più che copie) la spina dorsale delle divisioni cacciatorpediniere della marina imperiale, ma al principio degli anni trenta iniziò a decadere rapidamente anche dinanzi l'immissione in servizio dell'innovativa classe Fubuki.
I Minekaze furono comunque mantenuti attivi e qualche esemplare fu adoperato per compiti specifici: uno divenne nave bersaglio, due furono convertiti in pattugliatori e un quarto fu trasformato in nave recupero per aerei. Del tutto obsoleti all'inizio della seconda guerra mondiale, parteciparono solo brevemente alle prime operazioni nell'Oceano Pacifico e furono presto assegnati a compiti di scorta a unità da guerra più grandi, oppure lungo le molteplici linee di comunicazione marittime tra i territori occupati dall'Impero giapponese. Durante il servizio ben dieci unità furono perdute, quasi tutte vittima degli attivi sommergibili statunitensi; le cinque superstiti furono catturate nei porti nipponici alla conclusione delle ostilità, spesso danneggiate, e furono spartite tra i vincitori (due) o demolite entro la fine del 1948.

## Progetto
La Marina imperiale giapponese aveva sempre nutrito interesse particolare per il naviglio silurante e, sin dallo scorcio del XIX secolo, aveva acquistato esemplari e progetti dalle potenze europee, segnatamente Regno Unito e Impero tedesco; in seguito divenne pratica consueta adottare e copiare i disegni tecnici britannici, che gli ufficiali nipponici intesero come piattaforme per un gran numero di armi, superiore a quello dei cacciatorpediniere stranieri contemporanei. Verso la fine della prima guerra mondiale, tuttavia, la marina si era ritrovata con pochi cacciatorpediniere moderni e richiese perciò la progettazione di una nuova classe, formata da navi più grandi e più veloci della precedente classe Kawakaze, nonché più idonee alla navigazione d'altura; nel 1917 la nuova serie fu approvata e nel 1918 le prime unità iniziarono a essere impostate. Tuttavia, dopo aver ricevuto in riparazione di guerra cinque cacciatorpediniere tedeschi come stabilivano le condizioni della pace di Versailles del giugno 1919, la classe fu in parte ristudiata: fu introdotta una netta insellatura tra il ponte di prua e la plancia (a sua volta arretrata) con lo scopo di ridurre l'interferenza delle onde e degli spruzzi, mentre il castello di prua fu sensibilmente allungato. L'armamento d'artiglieria fu distribuito in postazioni singole scudate su piedistalli il più alti possibile e, come era stato fatto per la dotazione silurante, lungo l'asse longitudinale dello scafo. Dopo queste modifiche la classe Minekaze, indicata con la dizione ufficiale di "cacciatorpediniere oceanici di prima classe", fu definitivamente accettata e fu ordinata in un totale di quindici esemplari, distribuiti nei programmi navali tra il 1917 e il 1920: lo schema progettuale dei Minekaze fu apprezzato e fu la base, con poche variazioni, delle successive classi Kamikaze, Wakatake (questa di cacciatorpediniere di "seconda classe") e Mutsuki.

## Caratteristiche generali

### Scafo e dotazioni
I cacciatorpediniere tipo Minekaze presentavano una lunghezza tra le perpendicolari di 97,50 metri, fuori tutto di 102,56 metri, una larghezza massima di 9,14 metri e un pescaggio di 2,89 metri. Il dislocamento standard ammontava a 1367 tonnellate e a pieno carico raggiungeva le 1676 tonnellate. L'equipaggio era formato da 148 tra ufficiali, sottufficiali e marinai. Ogni esemplare era dotato di alcune lance di salvataggio in fasciame, ciascuna con il proprio argano, ed erano disponibili due proiettori di ricerca: uno era fissato in cima al ponte di comando, mentre il secondo era sistemato su una piattaforma sopraelevata a poppavia, tra due gruppi lanciasiluri.

### Impianto propulsivo
Per la prima volta nella Marina imperiale giapponese, i cacciatorpediniere introdussero le turbine a ingranaggi alimentate a vapore, rinunciando alle turbine a trasmissione diretta sino ad allora in uso. Sui Minekaze l'apparato motore era formato da quattro caldaie Kampon e da due turbine a vapore Parsons, a ciascuna delle quali era vincolato un albero motore dotato di elica. Questo sistema era stato sperimentato con successo su alcuni esemplari della classe Kawakaze ed era stato perfezionato perché raggiungesse la potenza di 38500 shp, necessaria a raggiungere i 39 nodi (74 km/h) di velocità massima richiesta. Il complesso propulsore era alimentato a olio combustibile, del quale a bordo era tenuta una riserva di circa 403 tonnellate, che garantiva un'autonomia massima di 3600 miglia alla velocità di 14 nodi (circa 6670 chilometri a 26,6 km/h): i fumi di combustione erano convogliati in due fumaioli, anziché in tre come sui Kawakaze. Il raggio d'azione utile cadeva comunque drammaticamente a 520 miglia se veniva mantenuta un'andatura di 34 nodi (963 chilometri a 65 km/h), rendendo i Minekaze assai meno performanti dei coevi cacciatorpediniere statunitensi.

### Armamento

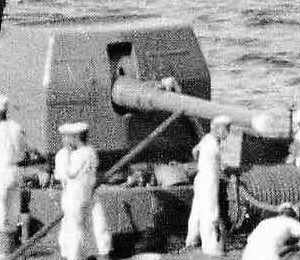
Il cannone Type 3 da 120 mm

La dotazione offensiva di bordo era più ricca dei cacciatorpediniere coevi, sia giapponesi che stranieri. Erano disponibili quattro cannoni Type 3 da 120 mm lunghi 45 calibri (L/45), ciascuno protetto sul frontale e sui lati da un piccolo scudo; il pezzo prodiero si trovava sul castello di prua davanti alla plancia, due erano a mezzanave su piedistalli, separati dal secondo fumaiolo, e il quarto cannone era installato a poppa su un proprio supporto. Solamente le ultime tre unità (Nokaze, Namikaze, Numakaze) presentavano due cannoni a poppavia, semplificando in tal modo la distribuzione delle munizioni. Nella configurazione originale i pezzi numero 1 e 2 erano disposti in caccia, i 3 e 4 in ritirata; sui tre cacciatorpediniere modificati anche il terzo cannone era rivolto in avanti. Il Type 3 era capace di sparare una granata da 20 chili alla velocità iniziale di 825 m/s, con una gittata massima di circa 16 000 metri; la cadenza di tiro era di un colpo ogni 12 secondi. Ciascun pezzo era brandeggiato manualmente e si trovava piuttosto esposto alle intemperie e alle schegge di bomba. Come da prassi nella marina imperiale era stata data particolare cura all'armamento silurante, che sui Minekaze era formato da tre impianti binati brandeggiabili manualmente di tubi lanciasiluri Type 6: uno sito nell'insellatura e gli altri due tra il secondo fumaiolo e la bassa sovrastruttura poppiera. Tutti e tre erano sistemati lungo la longitudinale del ponte e utilizzavano il siluro Type 6. Si trattava di un ordigno del calibro di 533 mm, lungo 6,70 metri, propulso a vapore e con una testata esplosiva di 200 chili (circa un settimo del peso complessivo); poteva essere lanciato alla velocità di 36, 32 o 26 nodi e raggiungere rispettivamente una portata di 7000, 10000 e 15000 metri. Tuttavia la posizione dell'apparato lanciatore di prua si rivelò troppo esposta in condizioni di mare mosso, con ricadute negative su funzionalità ed efficienza.
Infine erano disponibili due mitragliatrici leggere Lewis da 7,7 mm, montate individualmente e deputate alla difesa contraerea, 20 mine con i relativi strumenti di posa e, sul rotondo di poppa, un apparato di sminamento per operare come dragamine e bonificare tratti di mare.

## Costruzione
Gli esemplari della classe Minekaze furono ordinati nei programmi di espansione approvati tra 1917 e 1920 e i costi furono suddivisi negli anni fiscali 1917 e 1918. I cacciatorpediniere furono impostati tra il gennaio 1918 e il maggio 1921, varati tra il gennaio 1919 e il giugno 1922 e completati tra il marzo 1920 e il novembre 1922. I cantieri coinvolti nelle costruzioni furono quello di Maizuru, gestito direttamente dalla marina imperiale, e quello appartenente alla Mitsubishi di Nagasaki.

## Unità
| Nome      | Cantiere              | Impostazione          | Varo                         | Completamento          | Destino finale |
| --------- | --------------------- | --------------------- | ---------------------------- | ---------------------- | --- |
| Sawakaze  | Nagasaki (Mitsubishi) | 7 gennaio 1918        | 7 gennaio 1919               | 6 o 16 marzo 1920      | Consegnatosi nel settembre 1945, demolito nel 1948 |
| Minekaze  | Maizuru               | 20 aprile 1918        | 8 febbraio 1919              | 29 marzo o maggio 1920 | Affondato il 10 febbraio 1944 da un sommergibile a est di Formosa (23°12′N 121°30′E)                                                                                  |
| Okikaze   | Maizuru               | 22 febbraio 1919      | 3 ottobre 1919               | 17 agosto 1920         | Affondato il 10 gennaio 1943 da un sommergibile a sud di Yokosuka (35°02′N 140°12′E)                                                                                  |
| Shimakaze | Maizuru               | 5 settembre 1919      | 31 marzo 1920                | 15 novembre 1920       | Convertito in pattugliatore il 1º aprile 1940 (pattugliatore 1-Gō/Numero 1), affondato il 21 gennaio 1943 da un sommergibile a ovest di Kavieng (2°51′N 149°43′E)     |
| Yakaze    | Nagasaki (Mitsubishi) | 15 agosto 1918        | 10 aprile 1920               | 19 luglio 1920         | Trasformato in nave bersaglio il 20 luglio 1942, consegnatosi danneggiato nel settembre 1945 e demolito nel 1947-1948                                                 |
| Hakaze    | Nagasaki (Mitsubishi) | 11 novembre 1918      | 21 giugno 1920               | 16 settembre 1920      | Affondato il 23 gennaio 1943 da un sommergibile a sud-ovest di Kavieng (2°47′N 150°38′E)                                                                              |
| Nadakaze  | Maizuru               | 9 gennaio 1920        | 26 giugno 1920               | 30 settembre 1921      | Convertito in pattugliatore il 1º aprile 1940 (pattugliatore 2-Gō/Numero 2), affondato il 25 luglio 1945 da un sommergibile nello Stretto di Lombok (7°06′N 115°42′E) |
| Shiokaze  | Maizuru               | 15 maggio 1920        | 22 ottobre 1920              | 29 luglio 1921         | Consegnatosi danneggiato nel 1945, demolito nel 1948 |
| Akikaze   | Nagasaki (Mitsubishi) | 7 giugno 1920         | 14 dicembre 1920             | 1º aprile 1921         | Affondato il 3 novembre 1944 da un sommergibile a ovest di Luzon (16°48′N 117°17′E)                                                                                   |
| Tachikaze | Maizuru               | 18 agosto 1920        | 31 marzo 1921                | 5 dicembre 1921        | Affondato il 16 febbraio 1944 durante il bombardamento aereo di Truk (7°04′N 151°55′E)                                                                                |
| Yukaze    | Nagasaki (Mitsubishi) | 14 o 24 dicembre 1920 | 28 aprile o maggio 1921      | 24 agosto 1921         | Ceduto il 14 agosto 1947 al Regno Unito, demolito successivamente |
| Hokaze    | Maizuru               | 30 novembre 1920      | 12 luglio 1921               | 22 dicembre 1921       | Affondato il 6 luglio 1944 da un sommergibile a nord di Celebes (3°24′N 125°28′E)                                                                                     |
| Nokaze    | Maizuru               | 16 aprile 1921        | 1º ottobre 1921              | 31 marzo 1922          | Affondato il 20 febbraio 1945 da un sommergibile al largo di Cam Ranh (12°48′N 109°38′E)                                                                              |
| Numakaze  | Maizuru               | 10 agosto 1921        | 25 febbraio o 22 maggio 1922 | 24 luglio 1922         | Affondato il 18 dicembre 1943 da un sommergibile a est-nord-est di Okinawa (26°29′N 128°26′E)                                                                         |
| Namikaze  | Maizuru               | 7 novembre 1921       | 24 giugno 1922               | 11 novembre 1922       | Ceduto il 3 ottobre 1947 alla Repubblica nazionalista cinese |

## Modifiche al progetto

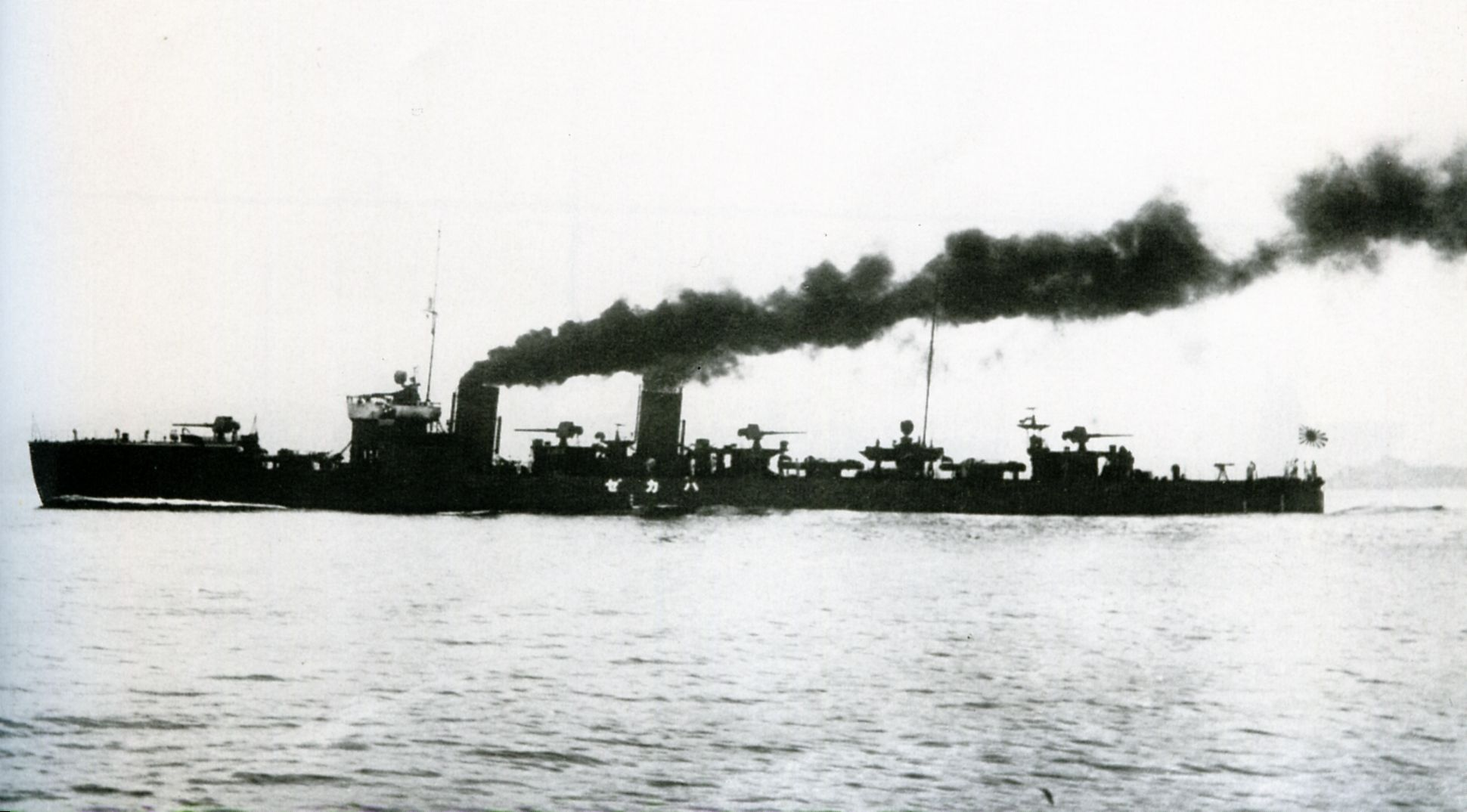
Questa immagine dellHakaze, lanciato ad alta velocità, permette di osservare la disposizione delle armi di bordo della classe

Nel corso degli anni venti e fino all'inizio dei trenta, la classe Minekaze formò con le successive classi Kamikaze e Mutsuki il nocciolo duro del naviglio silurante della marina imperiale nipponica; nel corso di questo periodo partecipò alle esercitazioni della flotta e a operazioni lungo il litorale cinese. Tuttavia, già prima dell'inizio della seconda guerra sino-giapponese, i Minekaze erano valutati obsolescenti e perciò alcuni esemplari furono modificati: il Nadakaze e lo Shimakaze furono trasformati in navi pattuglia e poi in trasporti rapidi, il Sawakaze perse quasi tutto l'armamento per divenire una nave recupero per aeroplani. Tra il 1937 e il 1939, inoltre, la classe andò incontro a un programma di rafforzamento strutturale che fece diminuire la velocità massima a 34,5/36 nodi, incrementò il dislocamento standard a 1577/1678 tonnellate e ridusse di alcune decine di tonnellate la capacità di stivaggio di carburante – 230 per lo Shimakaze, l'Akikaze, lo Shiokaze, lo Yukaze e il Nadakaze; 275 tonnellate per il capoclasse e l'Okikaze; 295 tonnellate per l'Hakaze, l'Hokaze e il Tachikaze. All'epoca dell'attacco di Pearl Harbor i Minekaze erano assegnati a compiti ausiliari o a teatri bellici dove era prevedibile scarso contrasto aeronavale; a cominciare dal 1942 le dodici unità rimaste, siccome assegnate prevalentemente a incarichi di scorta o di seconda linea, furono private dei due cannoni e dei due impianti lanciasiluri a mezzanave, rimpiazzarono il sistema di sminamento con quattro lanciatori di bombe di profondità (36 su ogni cacciatorpediniere) e furono armate con una certa quantità di cannoni contraerei Type 96 da 25 mm L/60. In genere il totale di Type 96 oscillava tra tredici e venti, distribuiti in installazioni binate e su affusti singoli, e su qualche nave furono affiancati da mitragliatrici pesanti Type 93 da 13,2 mm.
Nessuno dei Minekaze entrò in servizio con un'apparecchiatura radar, che fu ricevuta solo nel cuore del conflitto: è documentato che nel 1945 lo Yukaze e lo Shiokaze disponevano ciascuno di un radar Type 13, il Sawakaze e il Namikaze di un apparato Type 22 cadauno. Il Type 13, introdotto alla fine del 1943, era capace di localizzare un gruppo di velivoli alla distanza di poco meno di 100 chilometri, sebbene la sua portata effettiva fosse di quasi 150 chilometri. Il Type 22 nacque invece per localizzare bersagli sulla superficie del mare e nel settembre 1944 fu fornito anche in versione controllo del tiro; la capacità di rilevamento dipendeva molto dalle dimensioni dell'oggetto: una corazzata era individuabile alla distanza di circa 35 chilometri, mentre un cacciatorpediniere era localizzato in un raggio di poco più di 17 chilometri.